# 宮澤博行
宮澤 博行（みやざわ ひろゆき、1975年〈昭和50年〉1月10日 - ）は、日本の政治家。報道等においては宮沢 博行、選挙運動等においては宮沢 ひろゆきと表記されることもある。
衆議院議員（4期）、防衛副大臣兼内閣府副大臣、防衛大臣政務官兼内閣府大臣政務官、静岡県磐田市議会議員（3期）、静岡県磐田市議会総務委員長、自民党静岡県連青年部長などを歴任。衆議院では原子力問題調査特別委員会理事、国土交通委員会・法務委員会各委員に、自由民主党では政務調査会経済産業部会・国防部会各副部会長、運輸・交通関係団体委員会副委員長、国家戦略本部主査、青年局次長（国際部長を経て地方部長）を務めた。

## 来歴

### 生い立ち
静岡県磐田郡龍山村瀬尻（現・浜松市天竜区龍山町瀬尻）に生まれる。現住所は磐田市見付。龍山村立龍山北小学校（現・浜松市立横山小学校）、龍山村立龍山中学校（現・浜松市立光が丘中学校）卒業。小学校では、山道を徒歩で1時間かけて通学していた。中学生の時に、自宅に保管されていた戦没者の遺品を見て、「国を守りたい」と思ったのがきっかけで、政治の道を志したとされている。中学校在学時から剣道を習い始め、のちに五段を取得。2013年度から磐田剣道連盟副会長を務めている。他に居合道（水鴎流）四段を取得している。
1990年、静岡県立磐田南高等学校に入学。創立70周年記念式典を挙行するにあたり、生徒会長を務めた。1993年3月、同校卒業。1997年、東京大学法学部卒業。大学卒業後は1年就職浪人をし、レストランの厨房のアルバイトで食いつないだ。翌年ミリオン貿易（現・KOYO証券）入社。高校の同窓会で、先輩の磐田市議の知遇を得たことで政治の道に入る。地元に戻り、塾講師、派遣管理者、派遣社員として働く一方で、地域で祭り青年、消防団、青年団の活動にも参加した。
2003年の磐田市議会議員選挙に立候補し、初当選した。以降は、2008年度に磐田市議会総務委員長、同年度および2009年度に自由民主党静岡県連青年部長を歴任し、2011年に3選した。

### 衆議院議員に初当選
2012年2月に磐田市議会議員を辞職。同年12月の第46回衆議院議員総選挙にて静岡県第3区に自由民主党から出馬、民主党前職の小山展弘らを破り初当選を果たした。当選後は、自民党の頭髪の薄い新人議員を集めて「日本を明るくする会」を結成し、幹事長に就任した。
2014年12月の第47回衆議院議員総選挙で民主党元職の小山を破り再選（小山も比例復活）。
2015年5月21日、衆議院「我が国及び国際社会の平和安全法制に関する特別委員会」の委員に選任された。
2016年8月5日、第3次安倍第2次改造内閣で、防衛大臣政務官兼内閣府大臣政務官に就任。2017年8月まで務めた。
2017年10月の第48回衆議院議員総選挙で無所属の小山を破り3選。
2021年10月の第49回衆議院議員総選挙では、立憲民主党の小山に小選挙区で敗れたものの、比例復活で4選。

### 防衛副大臣
2023年9月13日、第2次岸田第2次改造内閣が発足。9月15日付で防衛副大臣兼内閣府副大臣に就任。
同年12月13日、自民党5派閥の政治資金パーティーをめぐる裏金問題で、清和政策研究会（安倍派）から受けたノルマを超えた分のキックバックの金額は3年間で140万円であると国会内で答えた。12月14日、岸田文雄首相は安倍派の閣僚4人と副大臣5人を事実上更迭。宮澤は防衛副大臣兼内閣府副大臣を辞任した。

### 女性問題で議員辞職
2024年4月23日、同月25日発行の週刊誌（24日に週刊文春であることが判明）で、自身の女性問題に関わる記事が掲載される見通しとなったことを理由に、額賀福志郎衆議院議長宛に議員辞職願を提出した。同月25日、衆議院本会議で宮澤の議員辞職が許可された。また、辞職に先んじて同月24日に自民党へ離党届を提出し、同日受理された。

宮澤の辞職に伴い、2021年衆議院議員総選挙・比例東海ブロック自民党比例名簿から欠員補充として、次点者の森由起子が繰り上げ当選となった。
同年6月16日配信『ABEMA的ニュースショー』（ABEMA）でメディア出演復帰。改めて有権者、支援者に議員辞職を謝罪。比例当選のため離党したら席を返すのが筋だと考え辞職に至ったことを説明した。番組内では改めて性欲の強さにも触れ、（不倫が話題となった）広末涼子とベッキーに会いたいと告白した。
同年9月24日　カツカレー食い逃げ事件に関して宮澤はABEMA NEWSの中継で2018年の自民党総裁選で自身が安倍晋三陣営の出陣式で振舞われたカツカレーを3杯食べたと明らかにした。
同年9月30日に磐田市内で記者会見し、次期衆院選で静岡3区から無所属で立候補すると表明した。
2024年10月27日の第50回衆議院議員総選挙の投開票の結果、得票率17.81％の5人中3位で落選。

## 政策・主張

### 憲法
- 憲法改正について、2017年、2021年のアンケートで「賛成」と回答[34][35]。
- 集団的自衛権の行使に賛成[36]。「憲法に自衛隊の保持を明記する」ことを主張[37]。
- 憲法を改正し緊急事態条項を設けることについて、2021年の毎日新聞社のアンケートで「賛成」と回答[38]。

### 外交・安全保障
- 安全保障関連法の成立について、2017年のアンケートで「どちらかといえば評価する」と回答[34]。
- 「他国からの攻撃が予想される場合には敵基地攻撃もためらうべきではない」との問題提起に対し、2021年のアンケートで「どちらかと言えば賛成」と回答[35]。
- 「北朝鮮に対しては対話よりも圧力を優先すべきだ」との問題提起に対し、2021年のアンケートで「どちらとも言えない」と回答[35]。
- 普天間基地の辺野古移設について、2021年のアンケートで「どちらかと言えば賛成」と回答[35]。
- 徴用工訴訟などの歴史問題をめぐる日韓の関係悪化についてどう考えるかとの問いに対し、2021年の毎日新聞社のアンケートで「より強い態度で臨む」と回答[38]。
- 核共有に反対。自民党国防部会長を務めていた2022年3月、「核を置いた時点で攻撃対象になることなどを考えると日本に核を持つ実益がない。唯一の核被爆国として核廃絶を主導する責務があるわけで、その理想、夢は絶対に捨ててはいけない」と発言した[39]。

### ジェンダー
- 選択的夫婦別姓制度の導入について、2014年、2017年のアンケートでは「反対」と回答[40][34]。2021年のアンケートでは「どちらかといえば反対」と回答[35]。
- 2021年1月、選択的夫婦別姓の導入反対を求める文書を地方議会議長に郵送した（後述）[41]。
- 同性婚を可能とする法改正について、2021年のアンケートで「どちらかといえば反対」と回答[42]。
- クオータ制の導入について、2021年のアンケートで「どちらかといえば反対」と回答[42]。
- 審議中の「LGBT理解増進法案」について、「行き過ぎた人権の主張、もしくは性的マジョリティー（多数派）に対する人権侵害、これだけは阻止していかないといけないと思います」と囲み取材に答えた（JNN「報道特集」2023年5月13日放送）。

### その他
- アベノミクスについて、2017年のアンケートで「評価する」と回答[34]。
- 安倍内閣による森友学園問題・加計学園問題への対応について、2017年のアンケートで「どちらかと言えば評価する」と回答[34]。
- 森友学園を巡る公文書改竄問題で、財務省が開示を拒んでいた「赤木ファイル」が2021年6月22日、大阪地裁の命令によって公開された[43]。国の対応をどう考えるかとの問いに対し、2021年の毎日新聞社のアンケートで「さらに調査や説明をすべきだ」と回答[38]。
- 環太平洋戦略的経済連携協定への参加について、2012年のアンケートで「反対」と回答[44]。
- 消費税増税の際には生活必需品への軽減税率を導入すべきではない[36]。
- 特定秘密保護法を必要としている[36]。
- カジノの解禁に賛成[36]。

## 人物
- 2011年3月、第45回衆議院議員総選挙の一票の格差に関する判決において、最高裁判所は選挙区の区割が違憲状態だとする判断を示した[45]。この判決を受け、衆議院議員選挙の区割を見直す機運が高まったものの、是正が間に合わないまま、2012年12月に第46回衆議院議員総選挙が行われることになった[45]。その結果、第46回衆議院議員総選挙の一票の格差について、各地の高等裁判所で違憲状態や違憲とする判決が相次ぎ、広島高等裁判所では違憲と判断したうえで選挙無効とする判決が下された[45]。これについて宮澤は「判決に納得はいかないが、個人的には『選挙無効』は大歓迎」とコメントしている[46]。その理由について「いまはものすごい支持率でしょ。この流れでもう1回選挙をやって、もう1度勝ちたい。政治家は常に戦い。2回連続の落選が政治生命に与える影響は大きいですからね」と述べた[46]。
- 2021年1月30日、宮澤ら自民党国会議員有志50人は、47都道府県議会議長のうち同党所属の約40人に、選択的夫婦別姓の導入に賛同する意見書を採択しないよう求める文書を郵送した。地方議員や市民団体は、地方議会の独立性を脅かす行為だとして宮澤らを批判した[41][47][48][49][50]。

### 統一教会との関係
- 2022年6月13日、世界平和統一家庭連合（旧統一教会）の関連団体「天宙平和連合」が創設した世界平和国会議員連合の日本の議員連盟「日本・世界平和議員連合懇談会」の総会が開催。宮澤は同議連に参加し、幹事に就任した。総会では顧問である国際勝共連合会長の梶栗正義が講演をし、統一教会の関連団体「平和政策研究所（IPP）」が発行する「政策情報レポート」が配られた。総会資料のアンケート用紙には、梶栗が会長を務める統一教会の友好団体「世界平和連合」[51]に関する記述があり、「次期参議院選挙の地方区で、世界平和連合の応援を希望する議員がおられればお書き下さい」と書かれてあった[52]。

## 不祥事

### 政治資金パーティー収入の裏金問題
2023年12月1日、朝日新聞が、自民党5派閥が開いた政治資金パーティーをめぐる問題で、安倍派が、所属議員が販売ノルマを超えて集めた分の収入を裏金として議員側にキックバックする運用を組織的に続けてきた疑いがあるとスクープした。安倍派は2018～2022年に毎年1回パーティーを開き、計6億5884万円の収入を政治資金収支報告書に記載している。一方、収入・支出のいずれにも記載していない裏金の総額は直近5年間で1億円を超えるとされ（のちに5億円に修正）、共同通信は「実際のパーティー収入は少なくとも8億円前後に膨らむ可能性がある」と報じた。清和政策研究会の政治資金収支報告書の記載内容は下記のとおり。
| 年月日        | パーティー名                 | 会場               | 収入        | 購入者数 | 出典 |
| ------------- | ---------------------------- | ------------------ | ----------- | -------- | ---- |
| 2018年5月22日 | 清和政策研究会との懇親の集い | 東京プリンスホテル | 2億802万円  | 7,021人  | [62] |
| 2019年5月21日 | 清和政策研究会との懇親の集い | 東京プリンスホテル | 1億5338万円 | 5,177人  | [63] |
| 2020年9月28日 | 清和政策研究会との懇親の集い | 東京プリンスホテル | 1億262万円  | 3,464人  | [64] |
| 2021年12月6日 | 清和政策研究会との懇親の集い | 東京プリンスホテル | 1億2万円    | 3,376人  | [65] |
| 2022年5月17日 | 清和政策研究会との懇親の集い | 東京プリンスホテル | 9480万円    | 3,200人  | [57] |
| （合計）      |                              |                    | 6億5884万円 |          |      |
パーティー券は通常1枚2万円であるため、販売枚数が推計できるが、枚数に対する購入者の比率は2018年から2022年にかけてすべて「0.675」で統一されている。日本大学名誉教授の岩井奉信は「絶対にあり得ない」とし、安倍派は政治資金収支報告書に架空の購入者数を記入したとみられる。
同年12月10日、岸田文雄首相は、安倍派所属の閣僚4人、副大臣5人、大臣政務官6人の政務三役15人について、全員交代させる意向を固めた（政務官6人については2日後に訂正）。
同年12月13日、宮澤は、安倍派から箝口令が敷かれていると明かしたうえで、安倍派から、収支報告書の不記載の指示があったと、国会内で答えた。キックバックの金額は3年間で140万円で、様々な団体の年会費や政治的な交際費に使っていたと答えた。
同年12月14日、宮澤は防衛副大臣兼内閣府副大臣の辞表を提出し受理された。12月22日、安倍派においては、議員側の「中抜き」を含む3つのパターンで裏金づくりを行っていたことが関係者の証言により明らかとなった。
2024年1月19日、岸田派、二階派、安倍派はそれぞれ派閥の解散を決定した。翌20日、宮澤は浜松市の天竜川河畔で開かれた「大寒みそぎ」に参加。神職に交ざって裸で水に浸かり、「とにかく出直すつもりで、国民の皆様の信頼を回復できるように努力していきたい」と取材に答えた。

### 女性問題
2024年4月19日、宮澤は静岡県知事選挙などの対応のため新幹線で地元に向かった。夕方、JR掛川駅のホームに降り立つと、『週刊文春』の記者から「2021年の緊急事態宣言下で当時28歳の女性と同棲していたか」と尋ねられた。宮澤は股間をさすりながら、事実関係を認めた。
同年4月22日14時、同誌記者は宮澤に再度会った。「素人や処女が良い？」との質問に「うん、銀座のクラブに行ったってなにも面白くないんです」と回答。「東大法学部卒だが」と言われると「だって当時異性関係はゼロだったから」と答えた。その約2時間後、宮澤は記者に「今、茂木幹事長と面会し、議員辞職の相談をしました」とメールした
同年4月23日午前、磐田市見付にある自身の事務所に立ち寄り、秘書やスタッフに対し、同月25日発行の週刊誌で自身の女性問題に関わる記事が掲載される見通しとなったことを理由として、辞職する考えを告げた。秘書やスタッフはいずれも事前の相談を受けていなかったため、関係者によれば、寝耳に水だったとされる。宮澤はその足で東京へ向かい、額賀福志郎衆議院議長宛に議員辞職願を提出した。宮澤はメディアの取材に応じ「不祥事があったことは自覚している。多大なる政治不信を国民の皆さんに抱かせてしまっている中、責任をとらせて頂きたいと思い、辞職する決意を固めた」と述べたが、同日夜以降、雲隠れしたため、秘書やスタッフが対応を余儀なくされている。
同年4月24日12時、文春オンラインが女性問題に関わる記事を配信。記事によれば緊急事態宣言下での「パパ活」は1か月ほどで解消。コロナ禍が明けると、出会い系サイトに「ひろゆき 49歳 東京都 自営業」のプロフィールで登録し、「処女卒業のお手伝いします」と男性経験のない女性を探していたことも宮澤は記事の中で認めた。デリヘル嬢が連夜宮澤の自宅を訪ねている写真も掲載された。

## 所属団体・議員連盟
- 自民党たばこ議員連盟[81]
- 日本会議国会議員懇談会[82]
- みんなで靖国神社に参拝する国会議員の会[83]
- 創生「日本」[84]
- 神道政治連盟国会議員懇談会[85]
- 日本を明るくする会[13]
- TPP交渉における国益を守り抜く会[86][87]
- 文化芸術懇話会[88]
- 自由民主党オートバイ議員連盟[89]
- 人権外交を超党派で考える議員連盟 [90]
- 全ての女性の安心・安全と女子スポーツの公平性を守る議員連盟[91]

## 寄稿
- 自民党国家戦略本部（編）、2014年12月、「24人の政治家達の真摯な思い（2030年の日本）」、『日本未来図2030』、日経BP社 ISBN 978-4-8222-2519-3

## 選挙歴
| 当落 | 選挙                       | 執行日         | 年齢 | 選挙区      | 政党       | 得票数     | 得票率 | 定数 | 得票順位 /候補者数 | 政党内比例順位 /政党当選者数 |
| ---- | -------------------------- | -------------- | ---- | ----------- | ---------- | ---------- | ------ | ---- | ------------------ | ---------------------------- |
| 当   | 2003年旧磐田市議会議員選挙 | 2003年4月27日  | 28   | ーー        | ーー       | ーー票     | ーー   |      | /                  | /                            |
| 当   | 2005年磐田市議会議員選挙   | 2005年4月24日  | 30   | ーー        | 無所属     | 2351票     | ーー   | 34   | 11/47              | /                            |
| 当   | 2009年磐田市議会議員選挙   | 2009年4月19日  | 34   | ーー        | 無所属     | 3451票     | ーー   | 30   | 5/32               | /                            |
| 当   | 第46回衆議院議員総選挙     | 2012年12月16日 | 37   | 静岡県第3区 | 自由民主党 | 9万4477票  | 40.28% | 1    | 1/4                | /                            |
| 当   | 第47回衆議院議員総選挙     | 2014年12月14日 | 39   | 静岡県第3区 | 自由民主党 | 10万5347票 | 49.82% | 1    | 1/3                | /                            |
| 当   | 第48回衆議院議員総選挙     | 2017年10月22日 | 42   | 静岡県第3区 | 自由民主党 | 9万7923票  | 44.51% | 1    | 1/3                | /                            |
| 比当 | 第49回衆議院議員総選挙     | 2021年10月31日 | 46   | 静岡県第3区 | 自由民主党 | 11万2464票 | 47.26% | 1    | 2/2                | /                            |
| 落   | 第50回衆議院議員総選挙     | 2024年10月27日 | 49   | 静岡県第3区 | 無所属     | 3万7975票  | 17.81% | 1    | 3/5                | /                            |